# تور دوچرخه‌سواری نیوسبلاد
تور دوچرخه‌سواری نیوسبلاد (هلندی: Omloop Het Nieuwsblad) مسابقهٔ دوچرخه‌سواری جادهٔ یک‌روزه‌ای در بلژیک است که به صورت سالانه در پایان فوریه برگزار می‌شود. این مسابقه افتتاحیهٔ فصل دوچرخه‌سواری بلژیک و نخستین مسابقهٔ سال در شمال غربی اروپا است و به همین دلیل از اعتبار قابل توجهی برخوردار است. از سال ۲۰۱۷ این مسابقه بخشی از تور جهانی دوچرخه‌سواری است.
آغاز و پایان مسابقه در خنت است و از تپه‌های آردن فلاندر می‌گذرد. به دلیل برگزاری در زمستان، معمولاً این مسابقه در هوای سرد برگزار می‌شود که در تضاد با رقابت‌های مرحله‌ای غرب آسیا و جنوب اروپا است. روز پس از این مسابقه، کورن–بروکسل–کورن برگزار می‌شود.
از سال ۲۰۰۶، مسابقهٔ زنان تور نیوسبلاد نیز در همان روز مسابقهٔ مردان برگزار می‌شود.

## تاریخچه
این مسابقه نخستین بار در سال ۱۹۴۵ با نام مسابقهٔ فلاندر برگزار شد. روزنامهٔ فولک در تقابل با روزنامهٔ نیوسبلاد که مسابقهٔ کلاسیک تور فلاندر را برگزار می‌کرد، این مسابقه را راه‌اندازی کرد. برگزار کنندگان تور فلاندر اعتراض کردند که نام این مسابقه، بسیار شبیه نام مسابقهٔ آنان است و فدراسیون دوچرخه‌سواری بلژیک از فولک درخواست کرد نام مسابقه را تغییر دهد. آنان نیز نام مسابقه را به تور فولک تغییر دادند. با ادغام فولک و نیوسبلاد در سال ۲۰۰۹ نام مسابقه به تور نیوسبلاد تبدیل شد. تا سال ۲۰۱۶ این مسابقه بخشی از تور اروپایی بود و در سال ۲۰۱۷ در تور جهانی گنجانده شد.
به دلیل برگزاری در زمستان، معمولاً این مسابقه در هوای سرد و زمستانی برگزار می‌شود. سه دورهٔ مسابقه به همین دلیل لغو شده‌اند. مسابقهٔ ۱۹۷۱ به دلیل برف به مدت سه هفته به تعویق افتاد. مسابقات ۱۹۸۶ و ۲۰۰۴ نیز برگزارکنندگان به دلیل وجود برف و دمای زیر صفر که مسیر را بسیار خطرناک کرده‌بود، مسابقه را لغو کردند. در سال‌های اخیر، پیش‌بینی‌های هواشناسی برای تنظیم مسیر به کار می‌رود.

## برندگان چندگانه
| پیروزی | رکابزن                   | دوره             |
| ------ | ------------------------ | ---------------- |
| ۳      | Ernest Sterckx (BEL)     | ۱۹۵۲، ۱۹۵۳، ۱۹۵۶ |
| ۳      | Joseph Bruyère (BEL)     | ۱۹۷۴، ۱۹۷۵، ۱۹۸۰ |
| ۳      | Peter Van Petegem (BEL)  | ۱۹۹۷، ۱۹۹۸، ۲۰۰۲ |
| ۲      | Jean Bogaerts (BEL)      | ۱۹۴۵، ۱۹۵۱       |
| ۲      | André Declerck (BEL)     | ۱۹۴۹، ۱۹۵۰       |
| ۲      | Frans Verbeeck (BEL)     | ۱۹۷۰، ۱۹۷۲       |
| ۲      | ادی مرکس (BEL)           | ۱۹۷۱، ۱۹۷۳       |
| ۲      | Freddy Maertens (BEL)    | ۱۹۷۷، ۱۹۷۸       |
| ۲      | Roger De Vlaeminck (BEL) | ۱۹۶۹، ۱۹۷۹       |
| ۲      | Fons De Wolf (BEL)       | ۱۹۸۲، ۱۹۸۳       |
| ۲      | Eddy Planckaert (BEL)    | ۱۹۸۴، ۱۹۸۵       |
| ۲      | Johan Capiot (BEL)       | ۱۹۹۰، ۱۹۹۲       |
| ۲      | Wilfried Nelissen (BEL)  | ۱۹۹۳، ۱۹۹۴       |
| ۲      | Johan Museeuw (BEL)      | ۲۰۰۰، ۲۰۰۳       |
| ۲      | فیلیپ گیلبرت (BEL)       | ۲۰۰۶، ۲۰۰۸       |
| ۲      | Ian Stannard (GBR)       | ۲۰۱۴، ۲۰۱۵       |
| ۲      | گرگ فن آورمیت (BEL)      | ۲۰۱۶، ۲۰۱۷       |